# Green Forest
Green Forest (Грін Форест) — українська онлайн-школа англійської мови EdTech-спрямування. Входить до топ-5 курсів у рейтингах Enguide  та Englisher  за відгуками й оцінками студентів і є школою №1 на ринку групового дистанційного навчання англійської.
Частина найбільшої в Україні мережі шкіл англійської Green Forest Family, яка разом із брендом Green Forest включає також Green Country, Yappi Corporate, Yappi Business, Project 12 та Booyya. 
За час роботи школа відкрила 14 філій у 5 містах України: Києві, Львові, Харкові, Дніпрі та Одесі. Станом на серпень 2025 року офлайн-навчання доступне лише у Львові. Інші філії наразі працюють виключно в онлайн-форматі.

## Історія заснування та розвитку
Школа Green Forest пройшла шлях від стартового капіталу $300 та навчання однієї групи з 28 людей до лідера українського ринку за кількістю випускників (близько 20 000 студентів на рік і понад 250 000 випускників загалом). 

#### ➤ 2000 рік — початок роботи і створення авторського продукту
Школа англійської мови Green Forest була заснована в 2000 році Русланом Ниником і Світланою Грибенюк як сімейний стартап. 
З перших років роботи засновники прагнули створити альтернативу британським підручникам — на їхню думку, ті були «вихолощені» й нецікаві сучасному українському студенту.  Поступово колектив Green Forest напрацьовував свої методики викладання й інвестував у створення власного інтерактивного підручника Notes, що став основою цілої екосистеми для онлайн‑навчання. 

#### ➤ 2005–2020 роки — розширення мережі проєктів і перехід в онлайн
В середині 2000-х років компанія вийшла на нові ринки навчання англійської з партнерськими брендами Green Country, Yappi Corporate та Yappi Business. Відповідно, розширилось коло партнерів — сьогодні засновниками різних проєктів мережі є також Надія Дьячук, Наталя Лотоцька-Гевко та Віталій Васільєв. Пізніше були запущені проєкти Project 12 і booyya, що разом із іншими школами сформували мережу Green Forest Family. 
Завдяки перманентному впровадженню EdTech‑рішень у свої продукти в 2020 році — під час пандемії COVID-19 — компанія змогла повністю перейти на онлайн-навчання за 1,5 тижні без перерв у навчанні груп. 

#### ➤ 2020-ті роки — робота в умовах повномасштабного вторгнення та відповіді на виклики штучного інтелекту
У 2022 році, після початку повномасштабного вторгнення рф, кількість студентів різко зменшилася — з кількох тисяч до близько 350 осіб. Однак вже у другій половині того ж року розпочалося поступове відновлення, і до кінця 2023 року компанія повернулася до довоєнного рівня навчального навантаження та навіть збільшила його. 
У травні 2024 року Green Forest офіційно анонсувала платформу Smarte як незалежний EdTech‑продукт: інтерактивне середовище, яке об’єднує все навчальне ядро — від цифрового підручника Notes до персоналізованих онлайн-тренажерів англійської для студентів і аналітики їхнього прогресу в реальному часі.
Завдяки Smarte у 2024–2025 роках компанія продовжила динамічно розвивати дистанційну модель викладання. Онлайн‑навчання стало основним форматом — доступ до навчальних матеріалів став гарантованим незалежно від місцезнаходження студента, з можливістю працювати у власному темпі з викладачем і самостійно.

## Формати навчання
Green Forest пропонує чотири основні формати курсів англійської мови, орієнтовані на різні рівні мотивації, доступний час та освітні цілі:
| Курс                    | Тривалість семестру | Кількість уроків в семестрі | Кількість і тривалість уроків на тиждень |
| Стандартний             | 4 місяці            | 50 уроків                   | 3 уроки по 1 год. 30 хв.                 |
| Інтенсивний             | 9 тижнів            | 36 уроків                   | 4 уроки по 1 год. 50 хв.                 |
| Полегшений формат Light | 4 місяці            | 36 уроків                   | 2 уроки по 1 год.                        |
| Підготовка до IELTS     | 8 тижнів            | 32 уроки                    | 4 уроки по 1 год. 50 хв.                 |

Для студентів також доступні розмовні клуби з носіями мови та 40 годин самоосвітніх занять на курс. 

## Формування команди та методичного ядра
У школі Green Forest працює власний Методичний центр Green Forest Teaching Centre by Nadia Dyachuk, що проводить регулярні тренінги для викладачів та готує понад 300 фахівців для школи та партнерських проєктів. 
Близько 15% викладачів пройшли внутрішню методичну підготовку через Green Forest Teaching Centre, що допомагає підтримувати високу якість викладання та стандарти компанії. 

## Цифрова екосистема школи: застосунок My Green Forest + навчальна платформа Smarte + інтерактивний підручник Notes
У 2015 році команда Green Forest розпочала розробку власного EdTech‑рішення — цифрової платформи, що не лише дає доступ до навчальних матеріалів, а й дозволяє практикуватися онлайн, перевіряючи себе без викладача. У 2024 році ця розробка отримала назву Smarte та стала основою інтерактивного навчання в усіх проєктах Green Forest Family. 

Навчальна платформа Smarte

Платформа об’єднує функціонал інтерактивного підручника Notes, лексичного онлайн-тренажера, інструментів самоперевірки та аналітики прогресу. Smarte підтримує понад 40 типів вправ — включно з граматикою, лексикою, аудіюванням та функціональною мовою — й інтегрує AI‑модулі, що формують індивідуальні траєкторії навчання на основі активності студента та типових помилок.
Незважаючи на технологічний характер, Smarte функціонує у тісній взаємодії з викладачами, які виступають модераторами й наставниками в навчальному процесі. 
У періоди криз, зокрема під час пандемії 2020 року та повномасштабного вторгнення 2022-го, саме наявність інтерактивної платформи відіграла ключову роль у збереженні навчального процесу. Школа оперативно перейшла в онлайн, а завдяки цифровим інструментам змогла підтримувати освітній ритм навіть у періоди різкого падіння кількості студентів. 
Підручники, розміщені на платформі Smarte, підтримують офлайн‑режим, що дозволяє продовжувати навчання навіть під час блекаутів, спричинених російськими обстрілами енергетичної інфраструктури України. Виконувати вправи можна без доступу до інтернету або електроенергії, а результати синхронізуються автоматично після відновлення підключення. 
Платформа регулярно оновлюється: з’являються нові типи завдань, актуалізується навчальний контент (зокрема, розділ Hot Topics), а AI‑модуль адаптивного навчання забезпечує персоналізацію освітнього досвіду. 

## Додаткові проєкти та сервіси
| Class Builder  | Внутрішній конструктор уроків для викладачів і методистів, що дозволяє викладачам швидко створювати інтерактивні уроки, використовувати готові шаблони та зберігати матеріали в особистій бібліотеці.                                                                                               |
| English Bubble | Підписка на регулярні англомовні заходи, зокрема розмовні клуби, граматичні сесії, музичні уроки, обговорення фільмів і книг, а в рамках English Hour щомісяця відбувається онлайн‑сесія Q&A із носіями мови (HR‑фахівцями, журналістами, IT‑спеціалістами) під модерацією американського ведучого. |
| UTalk          | Мікроформат індивідуальних уроків у Telegram: 15 або 30 хвилин з викладачем Green Forest. Можливість вибору теми, часу та викладача. Варіант практики для студентів із щільним графіком або для підтримки говоріння між регулярними курсами.                                                        |

## Соціальна діяльність
Green Forest реалізує соціально‑освітню ініціативу CNTRL F (Control your future) — безоплатні курси англійської мови для ветеранів та ветеранок російсько‑української війни.  У рамках проєкту учасники всіх рівнів від Starter до Advanced можуть пройти онлайн-курс безкоштовно.  Станом на літо 2025 року, уже кількасот військових і ветеранів проходять групове навчання в межах проєкту. 
На додаток до проєкту CNTRL F, Green Forest активно співпрацює з іншими гуманітарними проєктами:
- Superhumans — навчання пацієнтів реабілітаційного центру, включно з ветеранами, починаючи з весни 2024 року;
- Invictus Games — навчання учасників ігор від України в 2025 році;
- Близькі — воркшопи та освітні програми для родин військових, включно з безкоштовними уроками англійської для учасників ком’юніті в Києві та Львові;
- Стипендіальні програми спільно з Booyya та Projector Foundation — підтримка українок, які вимушено покинули домівки, через курси англійської та навчальні гранти для 100 учасниць у 2022–2023 роках. [18][19]

## Вiдзнаки
Green Forest Family увійшла до рейтингу Forbes Ukraine Next 250 у червні 2023 року, що включає 250 найперспективніших малих і середніх українських компаній, які мають високий потенціал розвитку на національному ринку. 